# Pontgouin
Pontgouin är en kommun i departementet Eure-et-Loir i regionen Centre-Val de Loire strax norr om centrala Frankrike. Kommunen ligger i kantonen Courville-sur-Eure som tillhör arrondissementet Chartres. År 2022 hade Pontgouin 1 117 invånare.

## Befolkningsutveckling
Antalet invånare i kommunen Pontgouin
Referens:INSEE